# Luxembourgs distrikter
Administrativt er Luxembourg inddelt i tre distrikter, som igen er inddelt i kantoner:
1. Diekirch (distrikt)
  - Diekirch
  - Clervaux
  - Redange
  - Vianden
  - Wiltz
2. Grevenmacher (distrikt)
  - Grevenmacher
  - Echternach
  - Remich
3. Luxembourg (distrikt)
  - Luxembourg
  - Capellen
  - Esch-sur-Alzette
  - Mersch

Kantonerne blev oprettet tidligt i 1840'erne. Fra 1857 til 1967 havde man et fjerde distrikt, Mersch, som bestod af kantonerne Mersch og Redange.